# Комаров (мультфильм)
«Комаров» — советский рисованный мультфильм, созданный в 1975 году режиссёром Леонидом Носыревым.
Мультфильм о любопытном мальчишке, который сбежал из детского сада летом на прогулку. Снят по одноимённому рассказу Юрия Нагибина, став его второй экранизацией после художественного фильма «Братья Комаровы» 1961 года. Кинофильм, в отличие от мультфильма, дополнен рассказами этого же автора, построенными в единую сюжетную линию — «Старая черепаха» и «Бешеный бык».

## Сюжет
Лето! На пляже, подставив спины солнышку, лежат малыши из детского сада. Воспитательница пересчитывает ребят и спрашивает: «Дети! Куда опять девался Комаров?» Девочки-близнецы с косичками: «Нина Пална! А он в песок зарылся!» На вопрос воспитательницы «Комаров! Зачем ты это сделал?» малыш отвечает: «Так интереснее». Он подтянул шорты, на заднем кармане которых было вышито — Комаров. Воспитательница повела детей на площадку и начала упражнения: «Три притопа — топ, топ, топ! Три прихлопа — хлоп, хлоп, хлоп!» Пока все прыгали, Комаров упрыгал в кусты к забору и, отодвинув доску, выбрался наружу.
Мальчик шёл по тропинке через луг, нашёл шишку и лягушку, засунул их в карманы. На лугу он встретил телёнка, привязанного к колышку, и попытался с ним поиграть. Потом он вышел на поляну с одуванчиками и увидел, что солнце опускается в речку. Тут его нашла воспитательница вместе с девочками-близнецами и от радости заплакала. А Комаров сказал: «Нина Пална! Ну чего Вы? Возьмите всё, только не плачьте!». И протянул ей шишку и лягушку. Лягушка тотчас спрыгнула с его руки и была такова. И Комаров столь же радушно протянул воспитательнице оставшуюся шишку.

## Съёмочная группа
| автор сценария             | Юрий Нагибин |
| режиссёр                   | Леонид Носырев |
| художники-постановщики     | Леонид Носырев, София Митрофанова, Татьяна Колюшева                                                                            |
| композитор                 | Евгений Ботяров |
| звукооператор              | Владимир Кутузов |
| оператор                   | Кабул Расулов |
| монтажница                 | Ольга Василенко |
| ассистент режиссёра        | Татьяна Лытко |
| ассистент художника        | Вера Кудрявцева |
| художники-мультипликаторы: | Татьяна Померанцева, Галина Баринова, Елена Малашенкова, Анатолий Абаренов, Геннадий Сокольский, Виктор Лихачёв, Алексей Букин |
| роли озвучивали:           | Светлана Харлап — Комаров, Галина Новожилова — воспитательница Нина Павловна, Татьяна Строгонова — девочки-близнецы            |
| редактор                   | Аркадий Снесарев |
| директор картины           | Любовь Бутырина |